# Elisabeth Svantesson
Elisabeth Svantesson, née Karin Elisabeth Lundin le 26 octobre 1967 à Lycksele dans le comté de Västerbotten, est une femme politique suédoise, membre du Parti modéré de rassemblement (M). 
Elle est ministre du Travail de 2013 à 2014 et ministre des Finances depuis 2022.

## Biographie

### Carrière politique
Elisabeth Svantesson est élue députée pour la première fois lors des élections législatives de 2006 dans le comté d'Örebro. Elle siège alors à la commission parlementaire pour l'Emploi, et est suppléante à la commission parlementaire pour l'Industrie et le Commerce. En octobre 2009, elle rejoint également comme suppléante la commission parlementaire des Finances, et à partir de novembre de la même année, elle siège à la direction de la cour des comptes. 
Après les élections législatives de 2010, elle devient membre de la commission parlementaire des Finances et de la commission parlementaire pour l'Union européenne, avant de devenir présidente de la commission parlementaire pour l'Emploi.
Le 17 septembre 2013, Elisabeth Svantesson est nommée ministre du Travail par le Premier ministre Fredrik Reinfeldt, en remplacement de Hillevi Engström.
Responsable de la politique économique au sein de son parti, elle plaide en 2021 pour une alliance avec la formation d’extrême droite Démocrates de Suède, jugeant que celle-ci n'était pas raciste, contrairement à ce qu'elle avait affirmé par le passé.
Le 18 octobre 2022, elle devient ministre des Finances dans le gouvernement Kristersson.

### Autres engagements
Elisabeth Svantesson a été secrétaire à l'information de l'association pro-vie Ja till livet (« Oui à la vie »). Depuis 2011, elle est présidente du groupe parlementaire chrétien. Elle est membre d'une église libre (c'est-à-dire indépendante de l'Église de Suède) : d'abord Livets Ord, puis Centre chrétien (sv) après son arrivée à Örebro.